# باتريك كوسغريف
باتريك كوسغريف (بالإنجليزية: Patrick Cosgrave)‏ هو كاتب سير وصحفي أيرلندي، ولد في 28 سبتمبر 1941، وتوفي في 16 سبتمبر 2001.